# Marcos Paulo Souza Ribeiro
Marcos Paulo Souza Ribeiro (sinh ngày 21 tháng 3 năm 1974) là một cầu thủ bóng đá người Brasil.

## Sự nghiệp câu lạc bộ
Marcos Paulo Souza Ribeiro đã từng chơi cho Vegalta Sendai.

## Thống kê câu lạc bộ

### J.League
| Đội            | Năm       | J.League | J.League | J.League Cup | J.League Cup | Tổng cộng | Tổng cộng |
| Đội            | Năm       | Trận     | Bàn      | Trận         | Bàn          | Trận      | Bàn       |
| -------------- | --------- | -------- | -------- | ------------ | ------------ | --------- | --------- |
| Vegalta Sendai | 2001      | 40       | 34       | 0            | 0            | 40        | 34        |
| Vegalta Sendai | 2002      | 24       | 18       | 2            | 0            | 26        | 18        |
| Vegalta Sendai | 2003      | 3        | 3        | 3            | 1            | 6         | 4         |
| Vegalta Sendai | 2004      | 1        | 0        | -            | -            | 1         | 0         |
| Tổng cộng      | Tổng cộng | 68       | 55       | 5            | 1            | 73        | 56        |